# Skataskär (vid Utö, Korpo)
Skataskär är en ö i Skärgårdshavet i Finland. Gränsen mellan Åland och övriga Finland skär genom ön i nordostlig-sydvästlig riktning. Den större östra delen hör till Pargas i landskapet Egentliga Finland medan den västra hör till Kökar i landskapet Åland. Pargas del av ön ingår i Skärgårdshavets nationalpark. Den del som hör till Kökar räknas av Ålands statistik- och utredningsbyrå som landskapets östligaste punkt.
Skataskärs area är 1,9 hektar och dess största längd är 180 meter i nord-sydlig riktning.
Ön ligger omkring 85 kilometer sydväst om Åbo och omkring 82 kilometer sydost om Mariehamn.